# Clarinet Extended
Die Clarinet Extended (CLEX) ist eine Hightech-Kontrabassklarinette mit mechatronischer Steuerung, bei der die Klappen mit Hilfe von Elektromotoren betätigt werden, ein Forschungsprojekt der Hochschule der Künste Bern.

## Problemstellung
Bei herkömmlichen Kontrabassklarinetten werden die über den Tonlöchern befindlichen Klappendeckel mechanisch durch Drücker und Achsen, die Drücker und Deckel miteinander verbinden, betätigt. Bauartbedingt können sich nicht alle Tonlöcher exakt an den Stellen des Instruments befinden, wo sie unter akustischen Gesichtspunkten sein sollten. Die Folge sind Unstimmigkeiten in der Intonation und auch Beeinträchtigung des Klangs einzelner Töne.

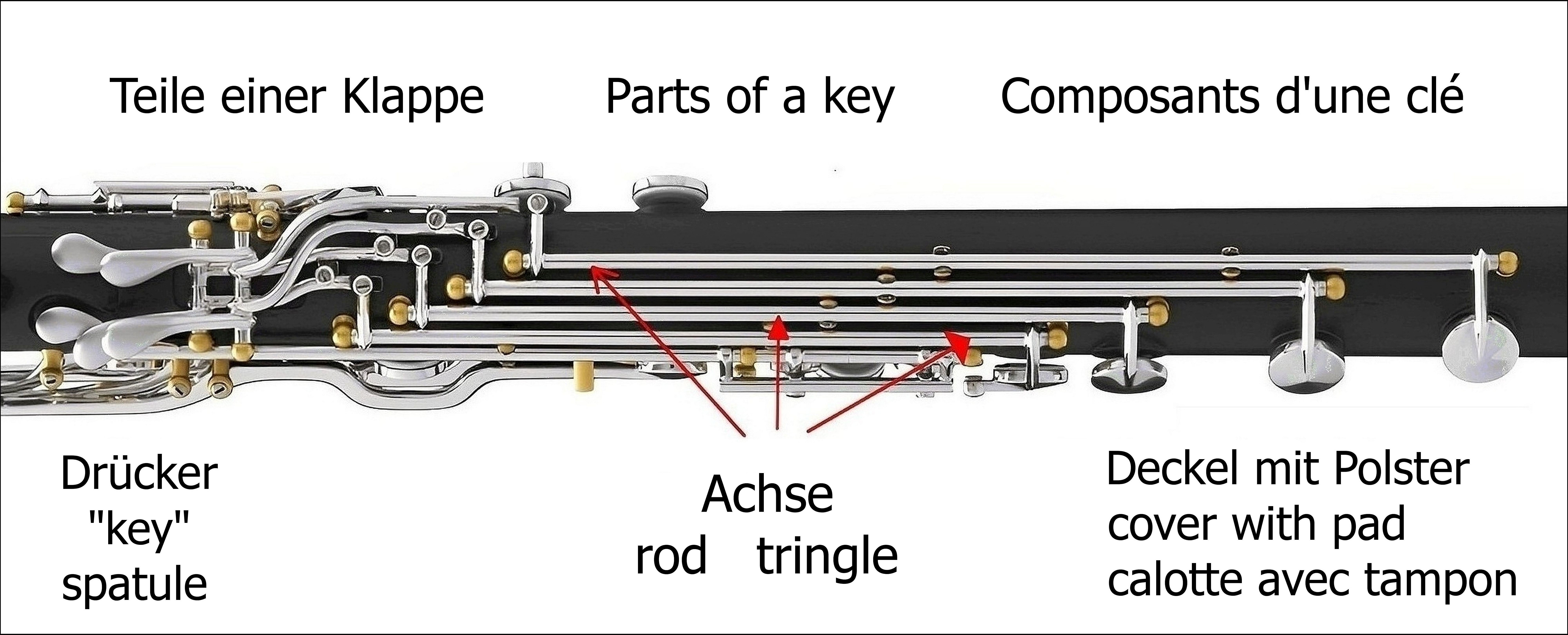
Klappen (Drücker, Achsen und Deckel) einer Bassettklarinette deutschen Systems

## Erster Lösungsansatz: Contrabass Clarinet Unlimited
2012 rief die Hochschule der Künste Bern ein interdisziplinäres Forschungsprojekt ins Leben, an dem beteiligt waren der Schweizer Klarinettist Ernesto Molinari, die Instrumentenbauer Jochen Seggelke und Martin Suter sowie Daniel Debrunner, Professor für industrielle Steuerungen und angewandte eingebettete Systeme an der Berner Fachhochschule. Es entstand die Idee, die genannten Probleme durch Anbringung der Tonlöcher an den akustisch optimalen Stellen und deren Ansteuerung mit Elektromotoren zu lösen. Ein noch nicht perfekter Prototyp wurde gefertigt.

## Weiterentwicklung: CLEX
Die weitere Entwicklung mit dem Ziel, ein marktfähiges Instrument zu schaffen, erfolgt unter dem Namen „Clarinet Extended (CLEX)“. Im Juni 2016 wurde durch Ernesto Molinari der erste voll funktionsfähige von Jochen Seggelke, Martin Suter und Daniel Debruner unter Mitwirkung von Mitarbeitern des Blashauses Luzern und der Fachhochschule Biel gemeinsam hergestellte Prototyp auf zwei Konzertveranstaltungen vorgestellt. Zwei weitere Prototypen folgten, wobei ein Instrument als „Work in Progress“ laufend weiterentwickelt wird.
Die neue Kontrabassklarinette zeichnet sich durch folgende Merkmale aus:
1. Klang, Dynamik und Intonation sind musikalisch optimal und den bisherigen Kontrabassklarinetten weit überlegen.
2. Tonumfang: Während der tiefste Ton einer herkömmlichen Kontrabassklarinette in der langen Ausführung (bis notiert klein C) das klingende B der Subkontraoktave ist, ist der tiefste Ton der CLEX das klingende A und damit identisch mit dem tiefsten Klavierton; er soll demnächst bis zum Subkontra-F (notiert groß G) reichen. Da der Tonumfang auch nach oben hin erweitert wurde, und zwar um eine Oktave (notiert bis zum fünfgestrichenen C), würde die CLEX dann über einen Tonumfang von fünfeinhalb Oktaven bei einer Luftsäule von mindestens 2,7 Metern verfügen. Ein guter Spiele könnte auf dem Instrument sogar sechs Oktaven erzeugen.
3. Ergonomischer Spieltisch: Die Anordnung der Drücker ist mit der einer Bassettklarinette vergleichbar. Dabei lassen sich sowohl das französische wie das deutsche Griffsystem verwirklichen.[1] Auch eine Ausführung für kleine Hände ist machbar.
4. Mechatronische Steuerung und digitale Schnittstelle: Sie ermöglichen die Verwendung der CLEX gemeinsam mit elektronischen Instrumenten und Computern. Mit den Klappen können auch z. B. Lichteffekte und/oder elektronische Klänge erzeugt werden. Auch umgekehrt geht es: Live-Elektronik-Musiker können die CLEX bedienen.[5]
5. Mikrotonale Klappe: „Die CLEX verfügt über eine Vierteltonklappe, mit deren Hilfe jeder Ton um einen Viertelton nach unten versetzt werden kann. Eine Erweiterung mit weiteren Mikrointervallen wird optional angeboten.“[3]

Bis 2026 soll eine erste Kleinserie von 3 neuen Instrumenten gebaut werden.

## Galerie

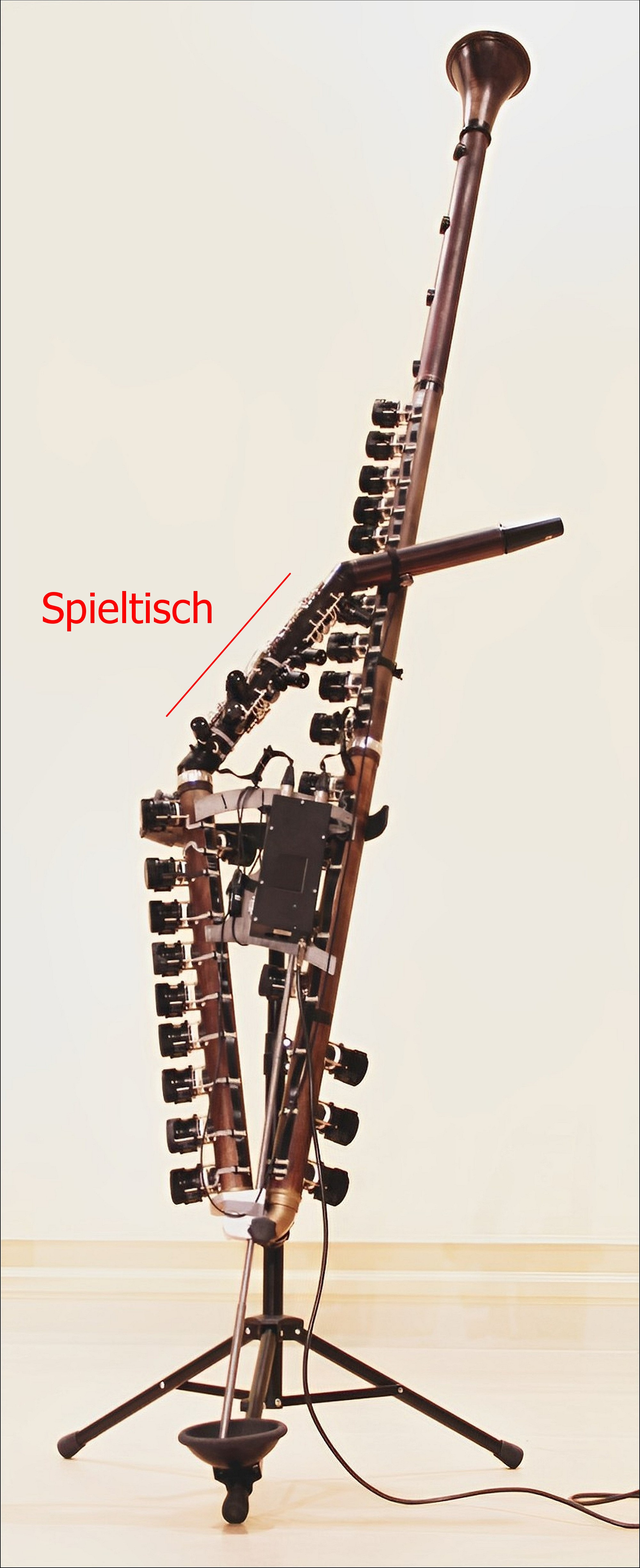
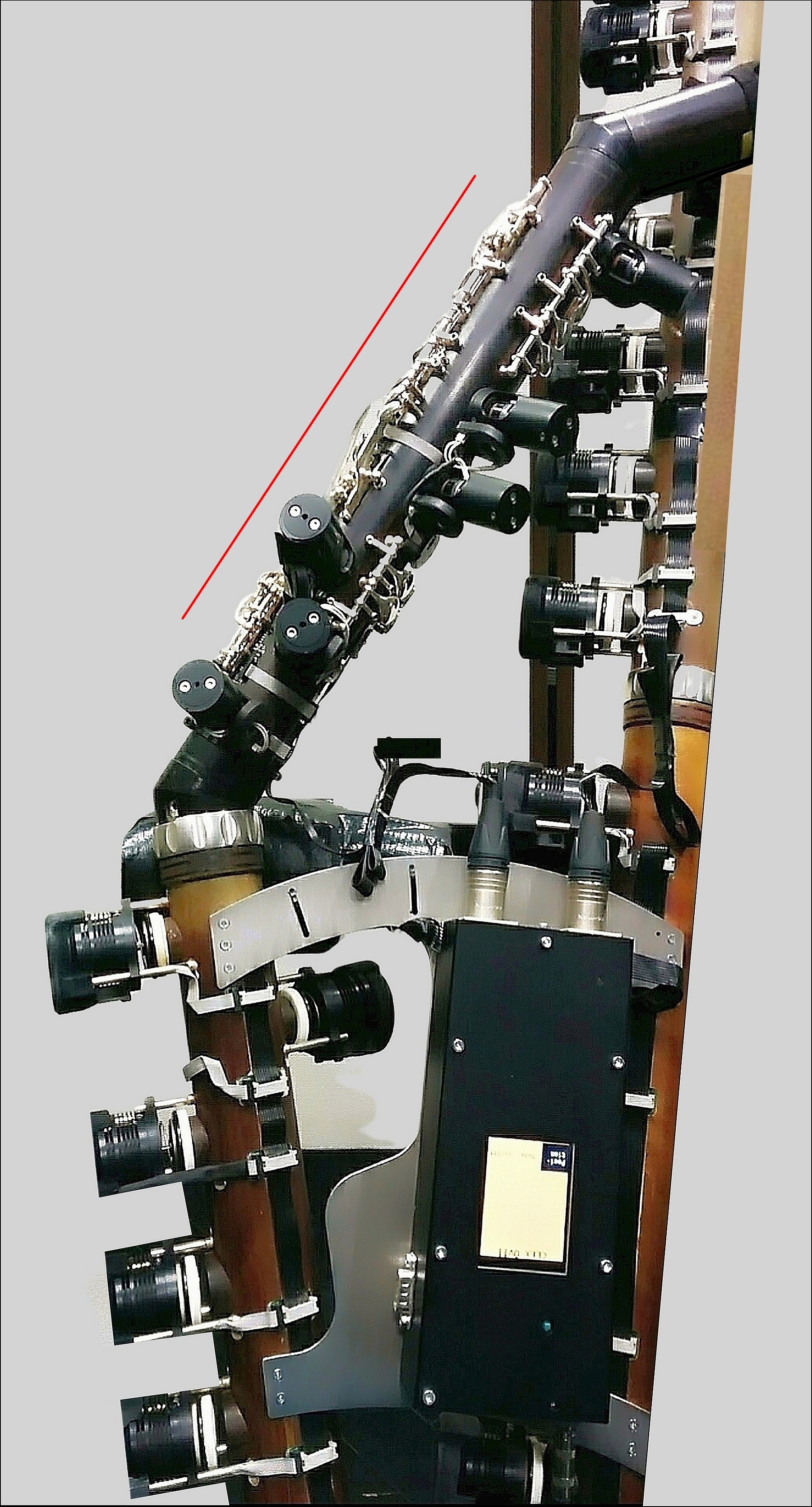
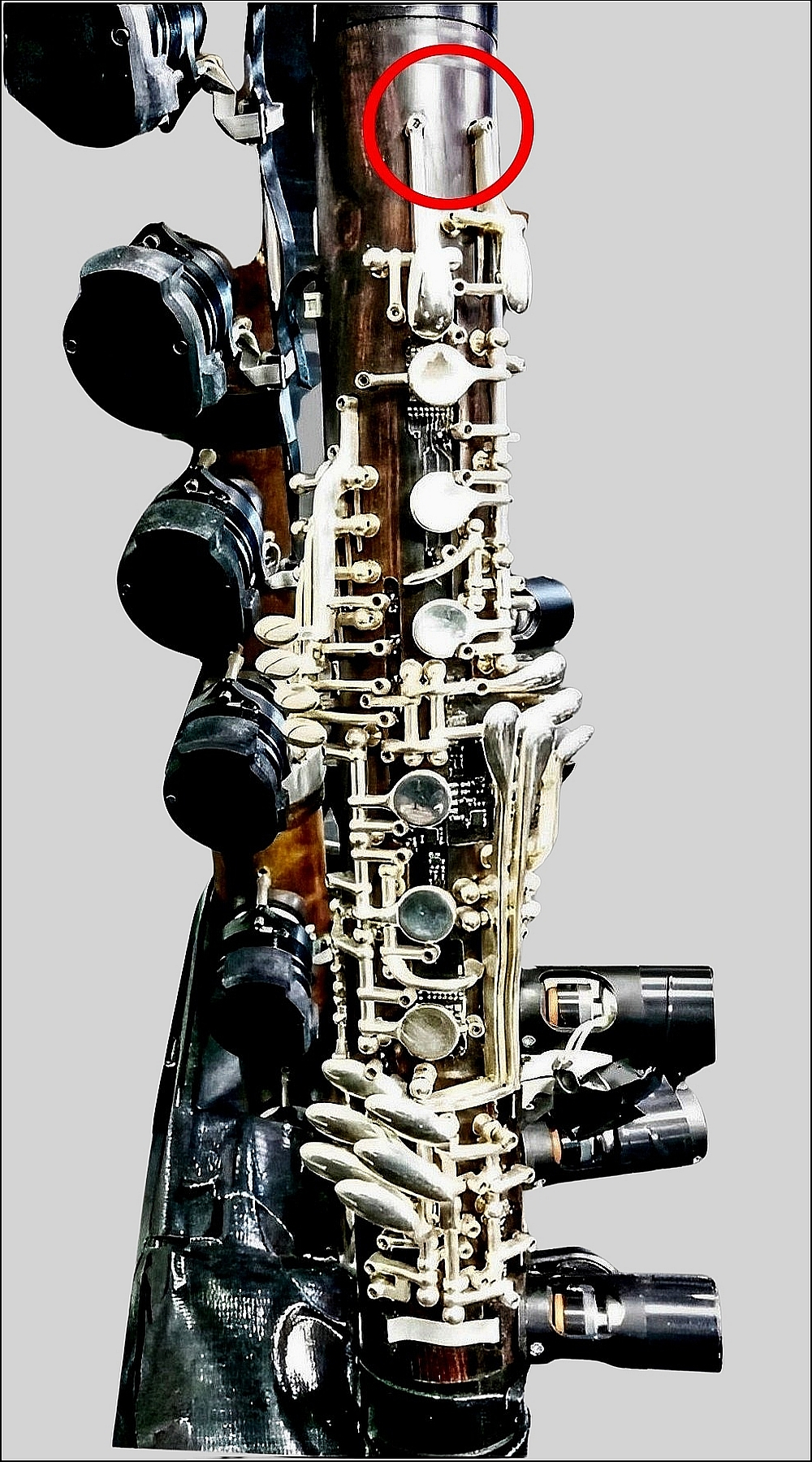
Spieltisch; die Drücker betätigen keine Klappen, sondern Sensoren, besonders gut zu sehen bei den beiden oberen Drückern
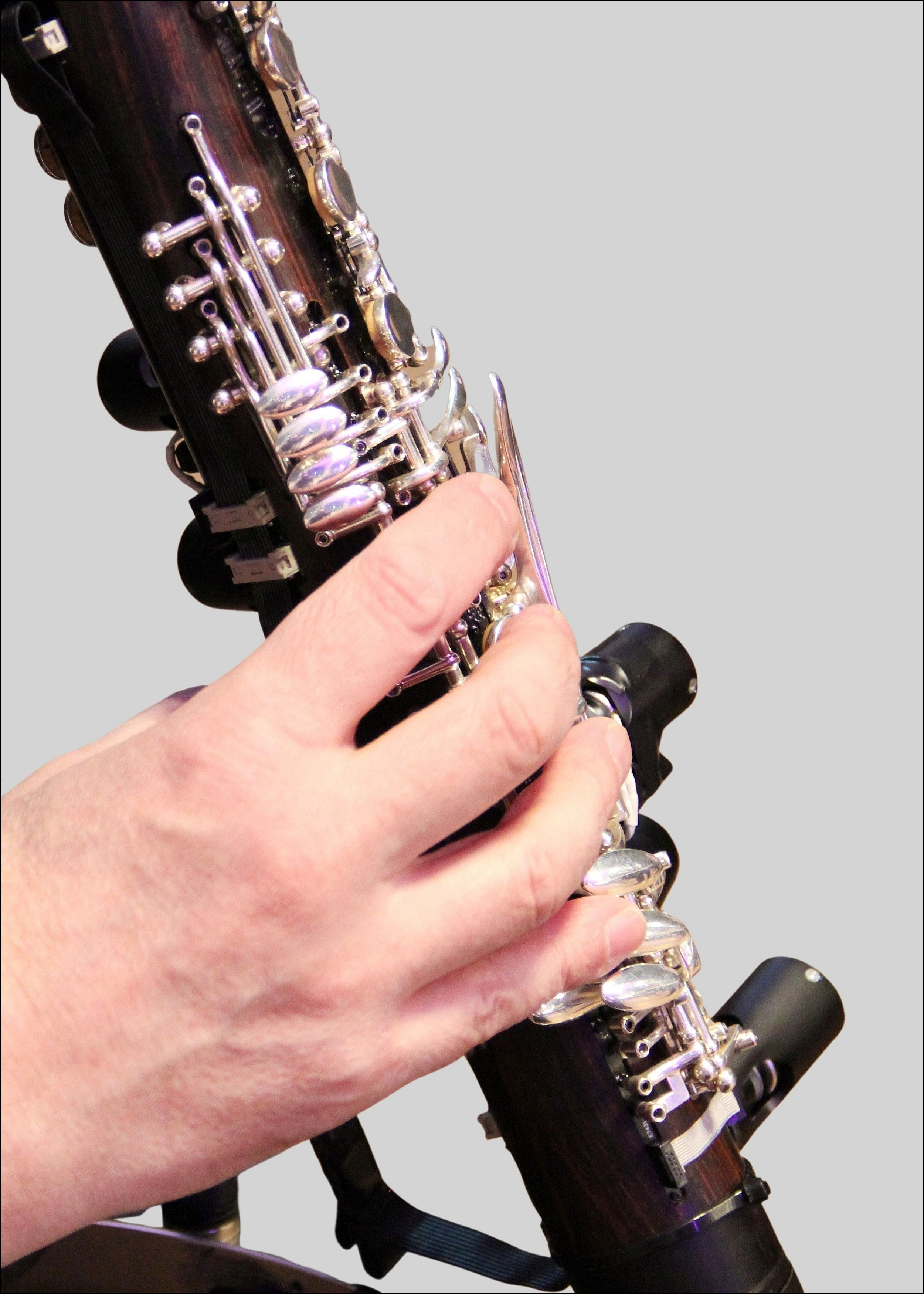
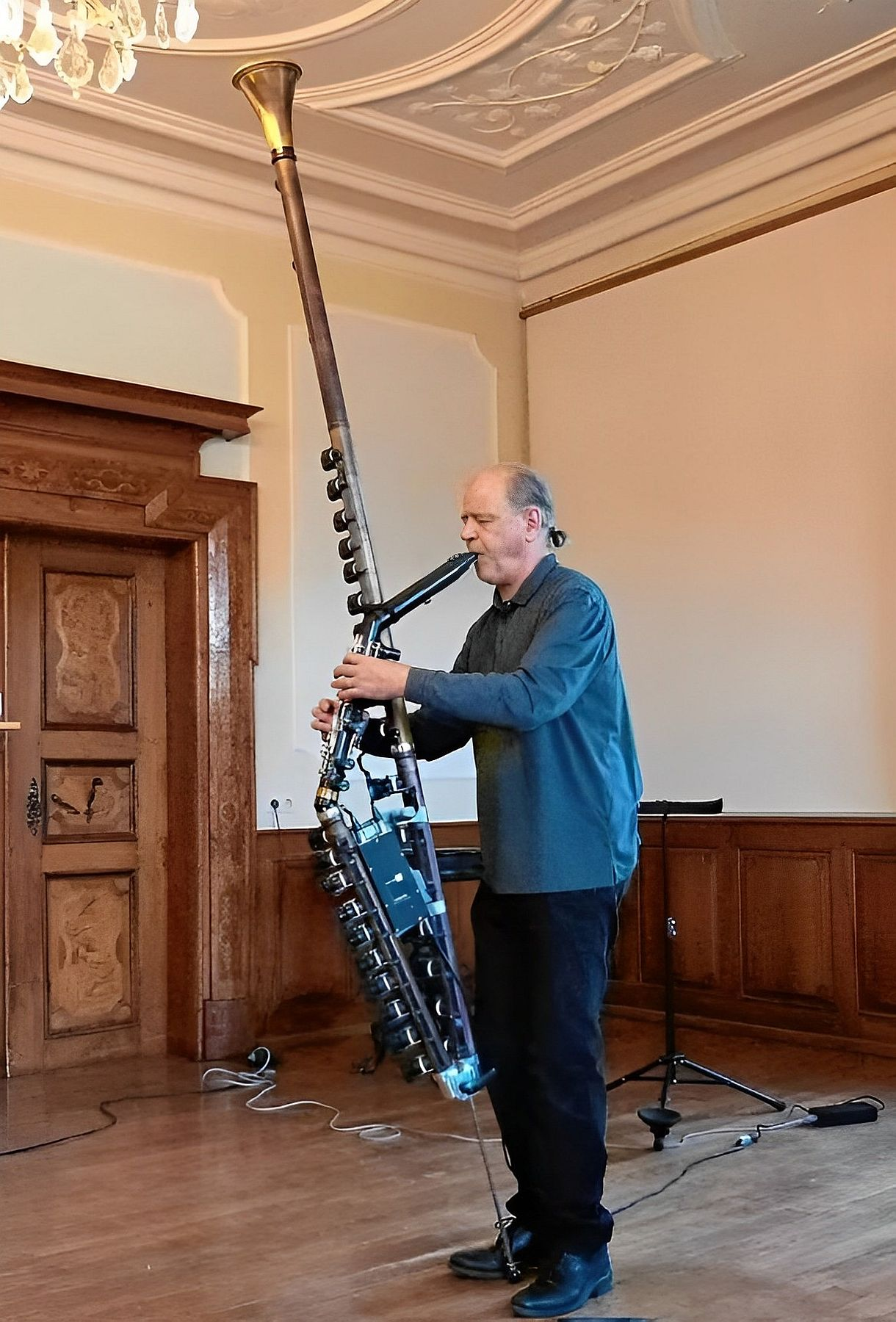
Ernesto Molinari, Oktober 2022